# Hocabeyli, Ortaköy
Hocabeyli là một xã thuộc huyện Ortaköy, tỉnh Aksaray, Thổ Nhĩ Kỳ. Dân số thời điểm năm 2010 là 268 người.